# Fédération de Norvège de football
La Fédération de Norvège de football (Norges Fotballforbund (no) NFF) est une association regroupant les clubs de football de Norvège et organisant les compétitions nationales et les matchs internationaux de la sélection de Norvège.
La fédération nationale de Norvège est fondée en 1902. Elle est affiliée à la FIFA depuis 1908 et est membre de l'UEFA depuis sa création en 1954.

## Logos

Ancien logo.
Logo actuel.